# Les Mages
Les Mages è un comune francese di 1 857 abitanti situato nel dipartimento del Gard, nella regione dell'Occitania.

## Società

### Evoluzione demografica
Abitanti censiti